# Rheumaptera nudaria
Rheumaptera nudaria är en fjärilsart som beskrevs av John Henry Leech 1897. Rheumaptera nudaria ingår i släktet Rheumaptera och familjen mätare. Inga underarter finns listade.